# Crassula vaillantii
Crassula vaillantii ist eine Pflanzenart der Gattung Dickblatt (Crassula) in der Familie der Dickblattgewächse (Crassulaceae). 

## Beschreibung
Crassula vaillantii ist eine weiche, aufrechte bis mit aufgerichtetem Ende kriechende, einjährige, krautige Pflanze, die Wuchshöhen von bis zu 15 Zentimeter erreicht und an ihren Knoten wurzelt. Ihre grünen bis rötlichen, kahlen, linealischen Laubblätter sind 2 bis 4 Millimeter lang und 1 bis 2 Millimeter breit. Die Blattoberseite ist flach, die Unterseite konvex. Ihre Spitze ist zugespitzt bis stumpf.
Der Blütenstand ist zu einer einzelnen endständigen Blüte reduziert, die achselständig zu sein scheint. Gelegentlich werden bis zu drei Blüten ausgebildet. Ihre bis zu 0,4 Millimeter langen Kelchzipfel sind breit dreieckig und an den Spitzen stumpf. Die becherartige Blütenkrone ist weiß bis rötlich. Die Kronzipfel sind eiförmig bis elliptisch, bis zu 2 Millimeter lang und an den stumpfen Spitzen zurückgebogen. Die Staubbeutel sind purpurfarben.
Die Blütezeit reicht vom Frühjahr bis in den Hochsommer.

## Systematik und Verbreitung
Crassula vaillantii ist in Süd- und Westeuropa, in Russland, Kasachstan, auf Zypern sowie in Afrika bis nach Südafrika in feuchten Niederungen  verbreitet.
Die Erstbeschreibung als Tillaea vaillantii durch Carl Ludwig von Willdenow wurde 1798 veröffentlicht. Albrecht Wilhelm Roth stellte die Art 1827 in die Gattung Crassula. Es existieren zahlreiche Synonyme.

## Nachweise